# Marque (Einheit)
Die Marque war ein französisches Volumen- und Längenmaß. 

## Holzmaß
Die Marque für Bauholz war auf Le Havre beschränkt und bis 1840 erlaubt.
- 1 Marque = 300 Chevilles = 3600 Kubikzoll (metrisch) = 2 1/12 Kubikfuß (metrisch) = 0,07711 Kubikmeter
  - 1 Cheville ≈ 257,2 Kubikzentimeter

## Textilmaß
Die Marque war ein Maß für Tuchlängen.
- 1 Marque = 3 Aunes/Ellen[1]